# شارلي كولكيت
شارلي كولكيت (بالإنجليزية: Charlie Colkett) (4 سبتمبر 1996 بنيوهام في المملكة المتحدة - ) هو لاعب كرة قدم بريطاني في مركز الوسط. لعب مع تشيلسي.

## وصلات خارجية
- شارلي كولكيت على موقع الاتحاد الأوربي (الإنجليزية)
- شارلي كولكيت على موقع اتحاد السويد (السويدية)
- شارلي كولكيت على موقع إي إس بي إن إف سي (الإنجليزية)
- شارلي كولكيت على موقع قاعدة بيانات كرة القدم.إي يو (الإنجليزية)
- شارلي كولكيت على موقع Soccerbase.com (لاعب) (الإنجليزية)
- شارلي كولكيت على موقع Soccerway.com (الإنجليزية)
- شارلي كولكيت على موقع عالم كرة القدم.نت (الإنجليزية)